# Julio César Maglione
Julio César Maglione (Montevideo, 14 de noviembre de 1935) es un odontólogo y deportista uruguayo, expresidente de la FINA (Federación Internacional de Natación). Miembro del Comité Olímpico Internacional (COI) en representación de Uruguay. Ha sido miembro de esta entidad desde 1996.

## Biografía
Julio César Maglione estudió odontología en la Universidad de la República.
En su juventud fue nadador. Obtuvo medallas en varios campeonatos panamericanos.
Presidió la Comisión Nacional de Educación Física en los periodos 1985-1990 y 1995-2000. También fue subsecretario de Salud Púbica (1990-1991).
En 1989-1990 fue presidente de la Asociación Uruguaya de Fútbol.
Presidió la Confederación Sudamericana de Natación en 1976-1978. En julio de 2009 fue elegido Presidente de la Federación Internacional de Natación, y se encamina a ser reelecto.
Es el actual Presidente del Comité Olímpico Uruguayo (COU), cargo que ocupa desde 1987. En 2020 fue reelecto para el periodo 2020-2024.
Fue homenajeado por la Junta Departamental de Montevideo en 2003.